# 坂本梓馬
坂本 梓馬（さかもと あずま、10月9日 - ）は、日本の女性声優。オフィス ワタナベ所属。

## 略歴
アミューズメントメディア総合学院声優学科卒業。
2009年8月まで元氣プロジェクトに所属していた。
アニメ『ラブゲッCHU 〜ミラクル声優白書〜』で声優デビュー。

## 人物
趣味はモータースポーツ観戦。

## 出演
太字はメインキャラクター。

### テレビアニメ
2006年
- ラブゲッCHU 〜ミラクル声優白書〜（小野寺翼）
- あさっての方向。（友達B）
- おとぎ銃士 赤ずきん（女子学生、来生ひろと、同級生）
- BLOOD+（少年）

2007年
- アバター 伝説の少年アン（トフ）

2008年
- CLANNAD 〜AFTER STORY〜（勇）

2009年
- PandoraHearts（ギルバート＝ナイトレイ〈幼少時〉）

### OVA
- 蜜×蜜ドロップス（2006年、宇蘭冴）
- シゴフミ（2008年、蓮根拓真）

### Webアニメ
- 不憫系4コママンガドナドナちゃん（ビヨちゃん）

### ゲーム
2007年
- 愛☆ボイス（小野寺翼）
- 高校教師ラブ物語（森友祐希）

2008年
- 英雄戦記レーヴァテイン（エルネスト）

2009年
- ミュージックガンガン!（猫野たま）

2010年
- 絶対ヒーロー改造計画（田中デスダーク〈少年〉）

2018年
- ビーナスイレブンびびっど！（色見わかば）

### パチスロ
- パチスロ ラブゲッCHU 〜ミラクル声優白書〜（2009年、小野寺翼）

### ドラマCD
2006年
- 月滸伝第2巻（マルコ）

2007年
- ナイトウィザードファンブック リーチ・フォー・ザ・スターズ ドラマCD「最果ての数式」（マルコ）
- PandoraHearts（ギルバート＝ナイトレイ〈小〉）

2008年
- 執事様のお気に入りゴージャス★ドラマCD（庵〈子供時代〉）

### ラジオ
※はインターネット配信。
- ゆりしー・梓馬のラブゲッCHUミラクルラジオ（2006年 - 2007年、ラジオ大阪）
- ふぃあ通（2006年、ファーイースト・アミューズメント・リサーチ※）ゲストパーソナリティ
- 英雄戦記レーヴァテイン ユーラメカ見聞録（2009年、電撃オンライン特設サイト※）

### テレビ番組
※はインターネット配信。
- サークルリンクTV（第2日本テレビ※）

### その他コンテンツ
- 坂本梓馬の未来へ届け心の童謡（2006年9月29日）

## ディスコグラフィ

### キャラクターソング
| 発売日  | 商品名                                     | 歌                                             | 楽曲                                                                | 備考                                                               |
| 2006年  | 2006年                                     | 2006年                                         | 2006年                                                              | 2006年                                                             |
| ------- | ------------------------------------------ | ---------------------------------------------- | ------------------------------------------------------------------- | ------------------------------------------------------------------ |
| 6月7日  | なないろなでしこ                           | Sister×sisterS                                 | 「なないろなでしこ」                                                | テレビアニメ『ラブゲッCHU 〜ミラクル声優白書〜』オープニングテーマ |
| 6月7日  | なないろなでしこ                           | Sister×sisterS                                 | 「神様=お兄ちゃんっ!」                                              | テレビアニメ『ラブゲッCHU 〜ミラクル声優白書〜』挿入歌             |
| 2012年  |                                            |                                                |                                                                     |                                                                    |
| 8月31日 | ミュージックガンガン!ベストヒットチューン! | 猫野たま（坂本梓馬）、宇佐木もも（小島めぐみ） | 「ミュージックガンガン!テーマ」                                     | ゲーム『ミュージックガンガン!』関連曲                              |
| 8月31日 | ミュージックガンガン!ベストヒットチューン! | 猫野たま（坂本梓馬）、宇佐木もも（小島めぐみ） | 「M.G.G.〜ミュージックガンガン!セカンドテーマ〜 MC TAMA feat.MOMO」 | ゲーム『ミュージックガンガン!』関連曲                              |

### ユニットメンバー
1. ↑  苺原桃子（高本めぐみ）、佐々木祐理花（落合祐里香）、小野寺翼（坂本梓馬）、鈴木りんか（新谷良子）、大原天音（山本麻里安）